# Одетый для убийства (фильм, 1941)
«Одетый для убийства» (англ. Dressed to Kill) — детективный фильм с элементами комедии режиссёра Юджина Форда, который вышел на экраны в 1941 году.
В основу сценария фильма положен роман Ричарда Бёрка (англ.  Richard Burke) «Мёртвые не кланяются» (англ. The Dead Take No Bows). Фильм рассказывает о расследовании убийства театрального продюсера и бывшей театральной звезды, в котором первоначально подозреваются актёр, укравший у продюсера деньги вместе со своей любовницей, которая является бывшей женой продюсера. Они нанимают частного детектива Майкла Шейна (Ллойд Нолан), которому вместе с инспектором полиции Пирсоном (Уильям Демарест) в итоге удаётся поймать и обезвредить настоящих преступников.
Фильм в основном удостоился положительных отзывов современных критиков, отметивших высокий темп повествования, качественную операторскую работу в стиле нуар, а также хорошую актёрскую игру. С другой стороны отмечалось, что фильм проигрывает некоторым лучшим образцам детективного жанра своего времени, а сюжет сегодняшнему зрителю может показаться смехотворным.

## Сюжет
В Нью-Йорке частный детектив Майкл Шейн (Ллойд Нолан) перед свадьбой покупает себе новый костюм. Затем он направляется в номер гостиницы Du Nord, где проживает его невеста Джоан Ла Марр (Мэри Бет Хьюз), певица из театра варьете, который расположен в прилегающем к гостинице здании. Когда они собираются отправиться на свадебную церемонию, Шейн вдруг слышит доносящийся сверху женский крик, и поднимается на следующий этаж, чтобы выяснить, что произошло.
Зайдя в квартиру, он встречает горничную Эмили (Вирджиния Бриссак), которая обнаружила тела двух убитых — известного продюсера Луиса Лэтропа и звезды его постановок Дезире Вэнс. Жертвы сидят в креслах за праздничным столом напротив друг друга. Они одеты в средневековые придворные костюмы, а на голову Лэтропа водружена голова от костюма собаки. Шейн звонит в газету, договариваясь о гонораре в 500 долларов за эксклюзивный материал об убийстве, после чего просит Эмили вызвать управляющего отелем Хэл Бреннона (Чарльз Арнт). При осмотре квартиры Лэтропа Шейн находит в камине смятую расписку, согласно которой некто Джулиан Дэвис получил от Лэтропа 28 тысяч долларов в ценных бумагах. Затем Шейн видит, как Эмили пытается снять со стены в гостиной фотографию со своим изображением и подписью, из которой следует, что раньше она была актрисой и выступала под именем Линн Эванс. Затем Шейн по телефону сообщает о преступлении инспектору полиции Пирсону (Уильям Демарест).
Тем временем Бреннон рассказывает Шейну, что вчера Лэтроп организовал памятный вечер по случаю юбилея своего давнего популярного шоу «Возлюбленные Парижа». По словам управляющего, костюмы на жертвах взяты из этого шоу. Бреннон показывает на стене афишу спектакля, из которой следует, что в главных ролях в спектакле играли помимо Дезире также Джулиан Дэвис и Дэвид Эрл, а некто Карло Ральф играл роль собаки Беппо. Шейн между прочим замечает, что Ральф из-за костюма собаки, должно быть, и есть убийца, а затем обращает внимание на то, что музыкальным руководителем шоу был Макс Алларон (Милтон Парсонс), который по-прежнему проживает в гостинице, медленно спиваясь и перебиваясь случайными заработками. Шейн осматривает висящее на стене ружьё, заключая, что продюсер был убит именно из него в то время, как Дезире застрелили из пистолета. При этом оба выстрела были выполнены одновременно одним человеком. Когда появляется инспектор Пирсон, Шейн намекает ему на Ральфа как на возможного убийцу. Вскоре приходит Эрл (Чарльз Траубридж), у которого на утро была назначена встреча с Лэтропом. Он сообщает, что Лэтроп в своё время был владельцем как этого отеля, так и примыкающего к нему театра, и для удобства он сделал вход в свою гостиную прямо из театра. Несколько лет назад Лэтроп продал театр, который был превращён в варьете. Затем Эрд сообщает, что вчера на ужине помимо жертв присутствовали также он и Джулиан Дэвис (Генри Дэниелл). В этот момент через другой вход из театра на кухню Лэтропа проходит швейцар театра Отто Кан (Эрвин Колсер), который вчера помогал накрывать на стол, а сегодня пришёл навести в квартире порядок. Он сообщает, что видел вчера в квартире помимо Дезире ещё одну женщину. Он также говорит, что Линн Эванс была подружкой Лэтропа до Дезире, и своё время она часто бывала у него, но в последнее время он её не видел.
В квартиру звонит Конни (Шила Райан), дочь Эрла, которой Шейн назначает встречу перед гостиницей. Они садятся в её такси, где Конни рассказывает, что Дэвис присвоил деньги Лэтропа. Шейн приезжает к Дэвису домой, обнаруживая его в обществе Филлис Лэтроп (Мэй Битти), которая когда-то была женой Лэтропа. Дэвис сознаётся Шейну, что тот взял взаймы 28 тысяч у Лэтропа, чтобы вложить их в выгодный коммерческий проект, однако бизнес вскоре прогорел. Миссис Лэтроп рассказывает, что в разводе с мужем уже три года и последние полгода не видела его. Затем под давлением Шейна она сознаётся, что вчера перед вечеринкой приходила к Лэтропу, чтобы попросить его не возбуждать дело против Дэвиса из-за денег. Утверждая, что они не убивали Лэтропа, миссис Лэтроп решает нанять Шейна за 900 долларов в качестве частного детектива, чтобы он расследовал это дело и снял с неё и с Дэвиса подозрения в убийстве.
Шейн приезжает в театр, где нанимает двух работников, чтобы с их помощью провести следственный эксперимент, понимая, как убийце удалось застрелить одновременно двух человек. Затем Шейн заходит к Аларону, который готовит свою песню из спектакля для траурной церемонии. Аларон говорит, что мотив совершить оба убийства был у Ральфа. В своё время Ральф был женат на Дезире и у них был совместный номер, однако затем Лэтроп запал на неё. Он сделал её звездой своего шоу, в котором Ральфу дал роль собаки. Однако, по словам Аларона, Ральф не мог совершить эти убийства, так как во время Первой мировой войны уехал в Европу, где в 1918 году его убили на фронте. Затем Шейн направляется в номер Дезире, где находит коробку с письмом от Ральфа, датированным 1920 годом. В письме говорится, что он провел десять месяцев в плену, после чего осел в Берлине, куда приглашает Дезире выступать с совместным номером. Шейн понимает, что Ральф не был убит на войне, и, соответственно, Аларон его обманул.
Когда полиция узнаёт о долге Дэвиса Лэтропу в 28 тысяч долларов, Пирсон считает Дэвиса главным подозреваемым и начинает охоту на него. Видя это, Шейн быстро едет к Дэвису, чтобы спрятать его от полиции. Он привозит Дэвиса в театр, пряча в комнате для реквизита. Однако кто-то замечает актёра и сообщает Пирсону, что Дэвиса видели в театре, после чего инспектор вызывает подкрепление, чтобы обыскать всё здание театра. Шейн помогает Дэвису выскользнуть из реквизиторской, выводя его через зрительный зал. В этот момент там появляется Пирсон, который видит, как Шейн с Дэвисом бегут по сцене, и кто-то стреляет в них, но они успевают скрыться. Шейн и Дэвис проникают в квартиру Лэтропа, где Дэвис показывает детективу ещё один вход в квартиру через люк в полу. Лестница вниз ведёт в комнату Эмили. Спустившись, они обнаруживают Эмили мёртвой, лежащей на своей кровати. Рядом с кроватью они находят записку, в которой Эмили признаётся в том, что это она убила Лэтропа, любовницей которого была до появления Дизере, а также убила Дезире за то, что та отбила у неё Лэтропа. Шейн однако уверен, что это не самоубийство, а Эмили была убита тем же человеком, который убил Лэтропа и Дезире. Спрятав Дэвиса в номере своей невесты, Шейн звонит Отто, приглашая его к 9 часам в гостиную Лэтропа. Затем Шейн приходит к Аларону, заявляя, что сегодня в 9 часов в квартире Лэтропа он получит окончательное доказательство того, кто является убийцей.
По приказу инспектора Шейна привозят в участок, где Пирсон обвиняет детектива в том, что тот укрывает подозреваемого. Шейн однако напоминает, что Пирсон видел, как в Дэвиса стреляли в зрительном зале, значит, Дэвис не может быть убийцей. Наоборот убийца всячески пытался подставить Дэвиса, подбросив в камин расписку, а позднее позвонил в полицию, сообщив, что Дэвис в театре. После этого Шейн сообщает об убийстве Эмили и говорит, что сегодня в 9.00 он назначил убийце встречу в квартире Лэтропа. Он предлагает Пирсону спрятаться в соседней комнате, чтобы после разоблачения Шейном убийцы, инспектор вышел оттуда и арестовал преступника. Когда Пирсон занимает позицию в кабинете Лэтропа, Аларон сзади неожиданно бьёт его по голове, и инспектор теряет сознание. Затем Аларон с пистолетом наблюдает за тем, как Шейн входит в гостиную Лэтропа. Вскоре в гостиной появляется Отто, которому Шейн говорит, что догадался, что он и есть Ральф, и рассказывает, как тот совершил двойное убийство, специально подбросив улики, чтобы обвинить в преступлениях Дэвиса и миссис Лэтроп. Отто неожиданно достаёт пистолет, намереваясь застрелить Шейна. Признавшись в совершении убийств, Отто рассказывает, как некоторое время назад вернулся в Америку. На улице он случайно встретился с Лэтропом, который его даже не узнал, так как не видел его с 1916 года. Отто решил, что Лэтроп должен умереть там, где разрушил его жизнь, после чего устроился на работу в театр швейцаром и стал готовить свою месть. Затем он рассказывает, что когда он выходил из гостиной после убийства, Эмили увидела его. Тогда Отто убил и её, с помощью записки попытавшись подставить её в убийстве Лэтропа и Дезире. Далее Отто говорит, что Аларон, услышав выстрел, поднялся в квартиру Лэтропа в тот момент, когда Отто вешал ружьё на стену. После этого Аларон стал вымогать у Отто деньги. По словам Отто, именно Аларон, опасаясь, что Шейн его разоблачит в шантаже, стрелял в детектива в театре.
Пока Аларон с пистолетом наблюдает из укрытия за происходящим, Пирсон приходит в себя и вступает с ним в борьбу. В драке раздаётся выстрел, отвлекающий Отто. Воспользовавшись этим, Шейн набрасывается на убийцу. В этот момент в гостиную врываются копы, обезвреживая и уводя Отто и Аларона. После этого Шейн берёт Пирсона в качестве своего шафера, и они бегут в номер к его невесте. Там они получают от курьера записку, что невеста не дождалась Шейна и уехала с другим, более надежным парнем.

## В ролях
- Ллойд Нолан — Майкл Шейн
- Мэри Бет Хьюз — Джоэнн Ла Марр
- Шила Райан — Конни Эрл
- Уильям Демарест — инспектор Пирсон
- Мэнтан Морленд — Расти
- Вирджиния Бриссак — Линн Эванс, она же Эмили, служанка
- Эрвин Колсер — Отто Кан / Карло Ральф
- Генри Дэниелл — Джулиан Дэвис
- Дик Рич — Эл
- Милтон Парсонс — Макс Аларон
- Чарльз Арнт — Хэл Бреннан
- Чарльз Траубридж — Дэвид Эрл
- Хэмилтон Макфэдден — репортёр
- Мэй Битти — Филлис Лэтроп
- Чарльз Уилсон — редактор
- Бен Картер — Сэм

## Создатели фильма и исполнители главных ролей
Режиссёр Юджин Форд в период с 1925 по 1947 год поставил 42 фильма, большинство из которых относится к категории В. Среди наиболее известных его работ — пять криминальных комедий про детектива Чарли Чана 1934—1940 годов, три картины про частного детектива Майкла Шейна 1940—1941 годов, два фильма из киносерии про Криминального доктора 1943—1944 годов, а также три нуаровых триллера 1947 года.
Ллойд Нолан начал актёрскую карьеру в 1935 году с роли в гангстерском фильме «Джимены» (1935). В общей сложности, вплоть до своей смерти в 1985 году он снялся в 96 фильмах, среди которых «Джонни Аполлон» (1940), «Дерево растет в Бруклине» (1945) «Где-то в ночи» (1946), «Леди в озере» (1947), «Улица без названия» (1948), «Шляпа, полная дождя» (1957), «Аэропорт» (1970) и «Ханна и её сёстры» (1986). Нолан сыграл роль частного детектива Майкла Шейна в семи фильмах студии Twentieth Century Fox, которые вышли в период 1940—1942 годов.
Мэри Бет Хьюз сыграла в таких признанных фильмах, как «Женщины» (1939) и «Случай в Окс-Боу» (1942). Среди других 90 фильмов актрисы наиболее популярными были «Чарли Чан в Рио» (1941), «Я обвиняю своих родителей» (1944), «Великий Фламарион» (1945) и «Тайники души» (1948). .В 1941—1942 годах Хьюз сыграла с Ноланом в трёх фильмах, где он играл детектива Майкла Шейна.

## История создания фильма
Фильм был основан на детективном романе 1941 года писателя Ричарда Берка «Мёртвые не кланяются» (англ. The Dead Take No Bows). Студия Twentieth Century Fox купила роман Бёрка ещё до его публикации.
Это четвёртый в серии фильмов студии Twentieth Century Fox с частным детективом Майклом Шейном. Рабочее название этого фильма - «Мёртвые не кланяются».
Фильм находился в производстве с 28 апреля до середины мая 1941 года и вышел в прокат 8 августа 1941 года.

## Оценка фильма критикой
Современный историк кино Хэл Эриксон описал фильм как «головокружительную смесь комедии и мелодрамы», отметив, что «картина выигрывает от мощного актёрского состава второго плана и сильной мрачной операторской работы Глена Маквильямса». По словам историка кино Дерека Уиннерта, это «остроумный и занимательный детективный триллер с типичной запутанной историей». Как отмечает киновед, «хороший актерский состав помогает этому фильму подняться выше уровня категории B», чему способствует также «приличная, хотя и надуманная история, быстрый темп, мрачная операторская работа в стиле нуар и небольшой сюрприз в финале». К недостаткам фильма Уиннерт относит слабую комедийную составляющую, которая не очень удачно сочетается с довольно мрачным детективным триллером, а также несколько слабых сцен, даже несмотря на то, что в них заняты такие хорошие актёры, как Уильям Демарест и Генри Дэниелл.
В рецензии на фильм в DVD Talk отмечается, что «это безобидное развлечение, которое, как и большинство детективов студии Fox того периода, в значительной степени опирается на обаяние актёров, а не на изобретательность сценаристов». В свою очередь, историк кино Бен Мейерс полагает, что «этот детектив удовлетворит закалённую, опытную аудиторию, но не оправдает ожиданий современных зрителей. В нём представлена прямолинейная сюжетная линия, которая в своё время была бы по достоинству оценена поклонниками детективов, но по сегодняшним меркам становится почти смехотворной». Как далее пишет критик, «это фильм категории В с неровной актёрской игрой и сценарием, который нуждается в серьезной переработке. Этот фильм не идёт ни в какое сравнение со старыми детективами с участием Чарли Чана или Тонкого человека».